# 惠山青年站
惠山青年站（韓語：혜산청년역）是朝鮮民主主義人民共和國兩江道惠山市春洞的一個鐵路車站，属于北部内陆线和白頭山青年線。

## 历史
- 1937年11月1日，开通使用[1]。

## 邻近车站
北部内陆线
江口站 - 惠山青年站
白頭山青年線
渭淵青年站 - 惠山青年站